# Lisette (journal)
Pour les articles homonymes, voir Lisette.
Lisette est un périodique disparu des Éditions de Montsouris destiné aux jeunes lectrices de 7 à 15 ans, qui a paru de 1921 à 1942, puis de 1946 à 1973.

## Histoire
Il est tout d'abord dirigé par Monique Chollet jusqu'en 1969
Des bandes dessinées y paraissent, comme Zette reporter. On y trouve aussi des bons, des primes, des objets. Parmi toutes ces offres, de nombreuses poupées, ainsi que des patrons, des jeux à découper, plier et monter jusqu'en 1969. 
À partir de 1970, le contenu devient identique à  celui de l'hebdomadaire Nade du groupe Bayard presse. Il est alors dirigé par Pierrette Rosset et change radicalement de style jusqu'au 30 avril 1973, date de l'arrêt de sa publication.
De 1970 à 1973, l'hebdomadaire est édité au format 21 x 29,7 cm, 48 pages, illustré de photos couleurs et de gravures noir et blanc, avec une couverture souple, en couleur. Les pages sont agrafées, la revue, dont la maquette est réalisée par Véronique Boiry, est éditée en quadrichromie. La nouvelle formule s'adresse alors à des fillettes modernes, avec une tournure féministe, tout en conservant des pages modes féminines. 
On y trouve des reportages sur les métiers récemment accessibles aux femmes : l'interview de la première femme entrée à l'École polytechnique de Paris, Anne Chopinet, paraît dans le numéro du 1er octobre 1972.
Autre document d'époque : l'entrevue avec Danielle Décuré, une des quatre femmes pilotes de ligne d'aviation civile, dans le numéro du 10 mars 1972 à une époque où le métier était exclusivement réservé aux hommes sur les lignes régulières et où les bourses d'entrée à l'École nationale de l'aviation civile était surtout accordées aux éléments masculins ce qui semble être toujours le cas. 
L'hebdomadaire offre aussi des dossiers-nature rédigés entre autres par Allain Bougrain-Dubourg, des bandes dessinées  du tandem Henriette Bichonnier-François Bourgeon, ainsi que des pages pédagogiques sur l'actualité, et des pages de mode réalisées par Laure Boyer et Constance Poniatowski.
De 1964 à 1974, le journal Lisette publie les aventures des Jumelles, série produite par deux femmes: la scénariste Henriette Robitaillie et la dessinatrice Janine Lay.
Appartenant au groupe Bayard Presse, le journal est cédé en mai 1973 à la Société française de presse illustrée (SFPI), du groupe Chapelle et fusionne avec un autre périodique, Mlle Caroline pour devenir le magazine Lisette et Caroline qui disparait en 1974.